# Himantandraceae
Himantandraceae — родина квіткових рослин, визнана системою APG II 2003 року, віднесена до порядку Magnoliales у складі магнолієвих. Родина складається лише з одного роду, Galbulimima, ймовірно двох видів, дерев і кущів, які зустрічаються в тропічних районах Південно-Східної Азії та Австралії.
Рослини цієї родини — це ароматичні дерева, вкриті лускоподібним покривом. Листки цілісні, чергові, але прилистки відсутні. Квітки поодинокі чи парні на коротких пазушних гілках. Кожна квітка містить близько семи пелюсток і близько сорока тичинок, хоча тичинки і пелюстки виглядають дуже схожими.